# Filholictis
Filholictis — викопний рід ссавців з родини ведмедевих. Рід містить один відомий вид: Filholictis filholi. Викопні рештки знайдено у Франції в олігоценових шарах.